# Star Wars: Una nuova alba
Star Wars: Una nuova alba (Star Wars: A New Dawn), noto anche come Una nuova alba, scritto da John Jackson Miller, è un romanzo di fantascienza ambientato nell'universo di Guerre stellari tra La vendetta dei Sith e Una nuova speranza durante la Guerra civile galattica, pubblicato per la prima volta il 2 settembre 2014.
Il romanzo funge da prequel della serie televisiva Star Wars Rebels ed è ambientata sei anni prima del primo episodio della serie. Il titolo è stato pubblicato in edizione brossurata il 31 marzo 2015 ed è stato incluso come parte della compilation L'ascesa dell'Impero, il 6 ottobre 2015. È stato pubblicato in italiano il 7 luglio 2016. È il primo libro di Guerre stellari appartenente al nuovo canone.

## Storia editoriale
John Jackson Miller concluse la stesura del romanzo nel marzo 2014, anche se non fu annunciato pubblicamente fino al 25 aprile. Una nuova alba è il primo prodotto nato dalla collaborazione con lo Story Group della Lucasfilm. La copertina di prova per il romanzo è stata finalizzata entro l'8 luglio, con il romanzo stesso impostato per entrare in stampa la settimana seguente.
Il romanzo è stato presentato in anteprima durante il San Diego Comic-Con del 2014, dove sono state distribuite ai fan delle copie omaggio, con Miller presente per firmare autografi. L'edizione comprende anche brani dei successivi romanzi Tarkin, L'erede dei Jedi e I signori dei Sith.